# アルジャンタ
アルジャンタ （Argentat）は、フランス、ヌーヴェル＝アキテーヌ地域圏、コレーズ県の旧コミューン。2017年1月1日、サン・バジル・ド・ラ・ロッシュと合併し、アルジャンタ＝シュル＝ドルドーニュとなった。

## 地理
中央高地に位置する。ドルドーニュ川に支流のマロンヌ川が合流する地点にある。

## 歴史

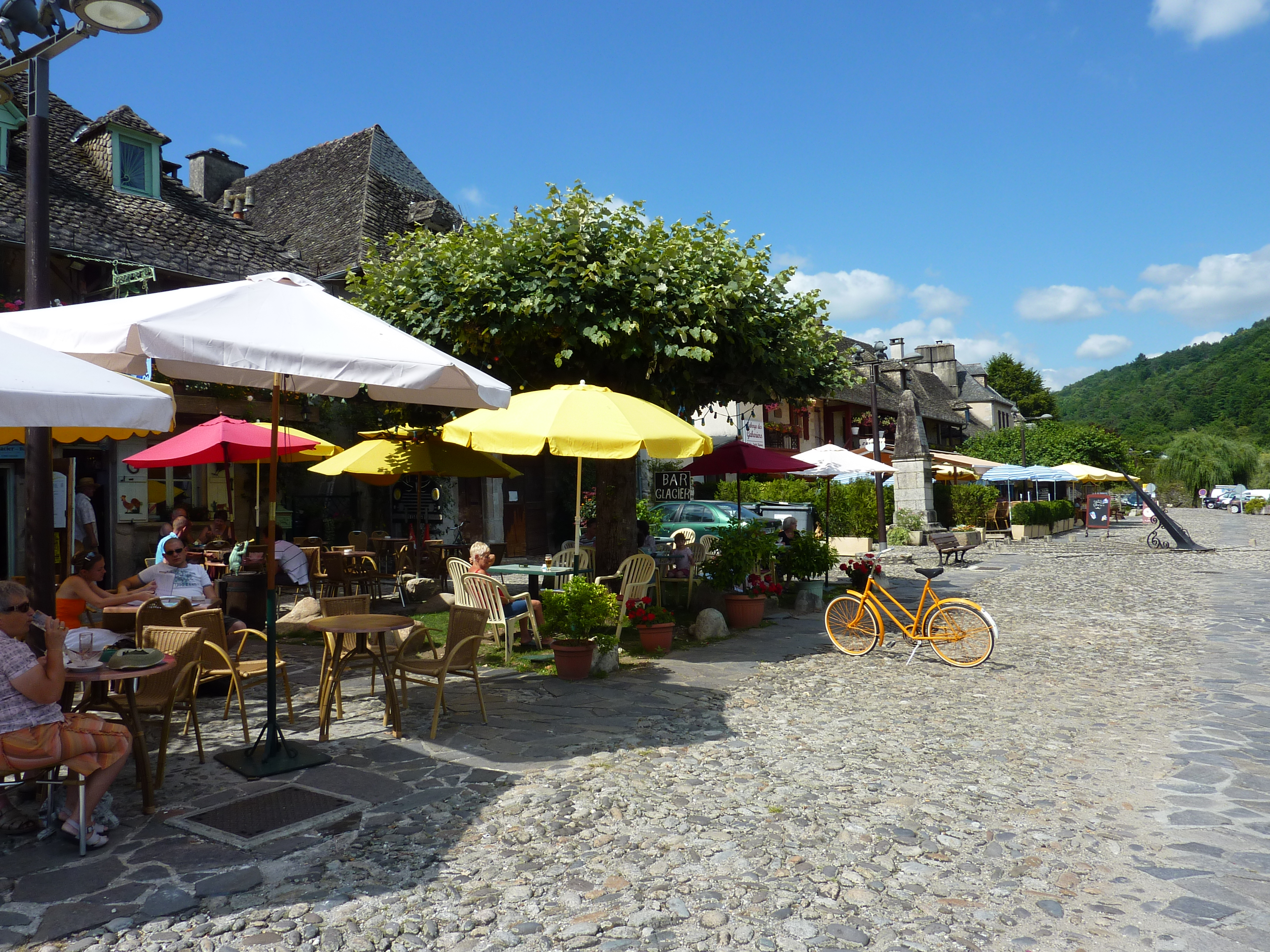
埠頭

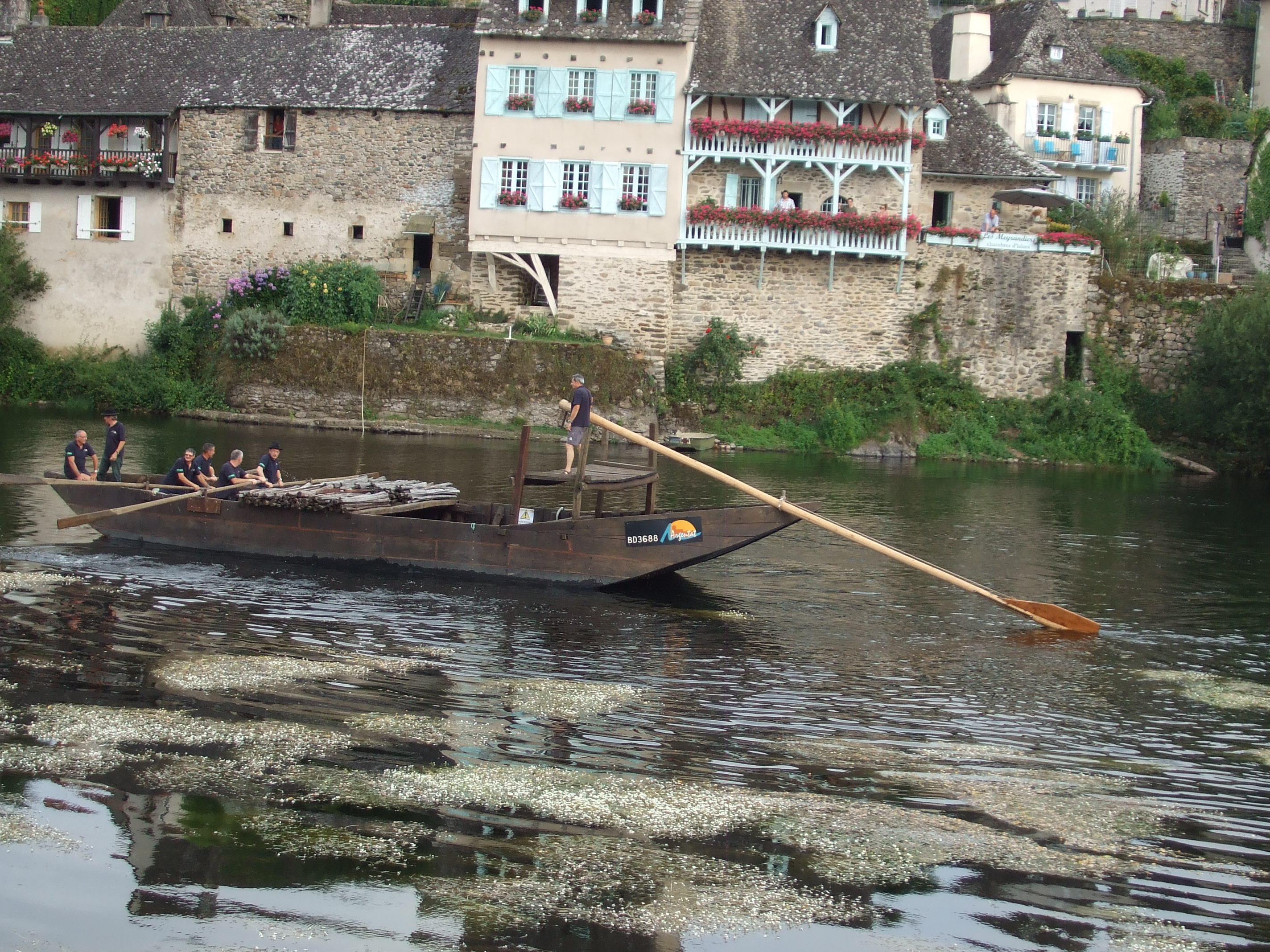
ドルドーニュをゆくクルペ

アルジャンタの町は、深い渓谷を荒々しく流れてきたドルドーニュ川のほとり、リムーザン、ケルシー、オーヴェルニュの3つの地方の境界線上にある。この地理的な位置が町を興味深いものにしている。ドルドーニュ川を航行する一方で、ベルジュラックやリブルヌとの水上交通を行う重要な川港なのである。
ガリア時代から、近くの丘の上に腰掛けるよう村はあり、ピュイ・デュ・トゥールはアルモリカと地中海とを結ぶ原史時代時代の運河を制御していた。そしてガロ＝ローマ時代のヴィッラがドルドーニュ川に近いロングールで根を下ろした。
メロヴィング朝時代、硬貨の鋳造を行う工房があり、貿易が促進された。カロリング朝時代には助任司祭が村におかれ、伯爵の権限のもとで聖職者が司法を管理する一地方となった。
10世紀以降のアルジャンタは、城壁都市にある小修道院と司祭館で知られるようになった。町は宗教上の領主であるカラナックの修道院長、世俗の君主であるテュレンヌ子爵とに依存していた。けちなテュレンヌ子爵は憲章も自由のいずれも付与せず、1615年まで教区の住民代表者が管理をしていた。しかし、テュレンヌ子爵は1263年に町に譲歩している。聖アンドレの日に行われる重要な市は、低リムーザン地方最古の市だといわれてきたのである。
ユグノーに味方したアルジャンタは、半世紀の間より多くの困難な状況に置かれた。17世紀、対抗改革とともに、レコレ会（fr）、1633年頃のクラリス会（fr）、1637年頃のユルシュリーヌ会（fr）といった修道会がアルジャンタにやってきて、いさかいは次第に収まっていった。1738年にテュレンヌ子爵領が王領に併合されると、アルジャンタはリモージュの地方長官から権限を委託された代表部が置かれた。
18世紀から19世紀、町は目を見張るような経済成長を遂げた。地元ではクルペ（courpet）の名で呼ばれる貨物船を使って、ボルドー周辺へ運搬した船乗りたちによって、富がもたらされた（運ばれていたのは基本的に木材で、オーク材の樽とブドウの添え木などである）。この経済活動は19世紀後半にブドウ畑を襲ったフィロキセラ流行と（19世紀フランスのフィロキセラ禍）、1904年にチュールとアルジャンタを結ぶPOコレーズ鉄道（fr）が開業したことで衰えた（鉄道は1970年代まで運行されていた）。

## ギャラリー

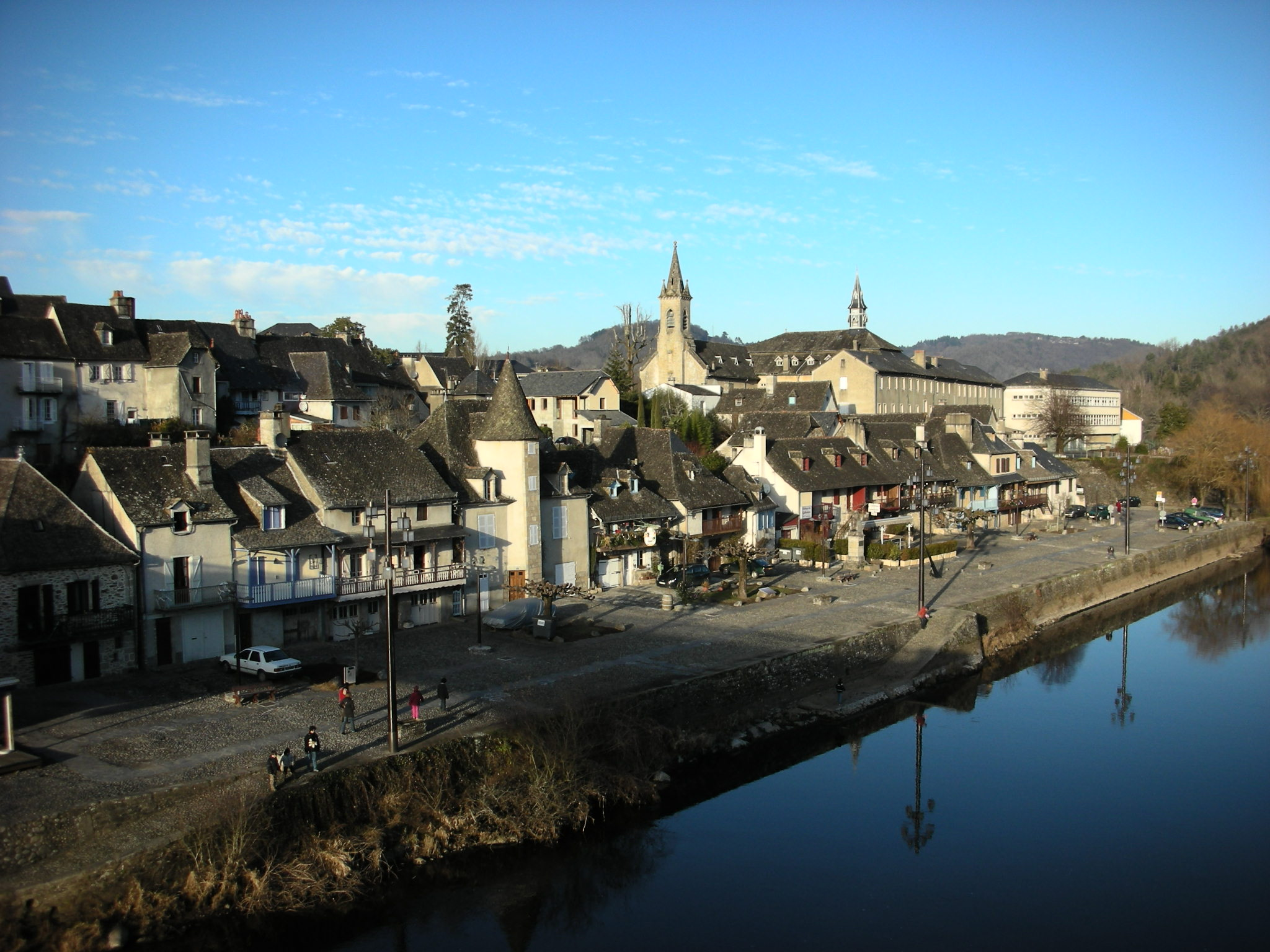
レストゥルジー埠頭
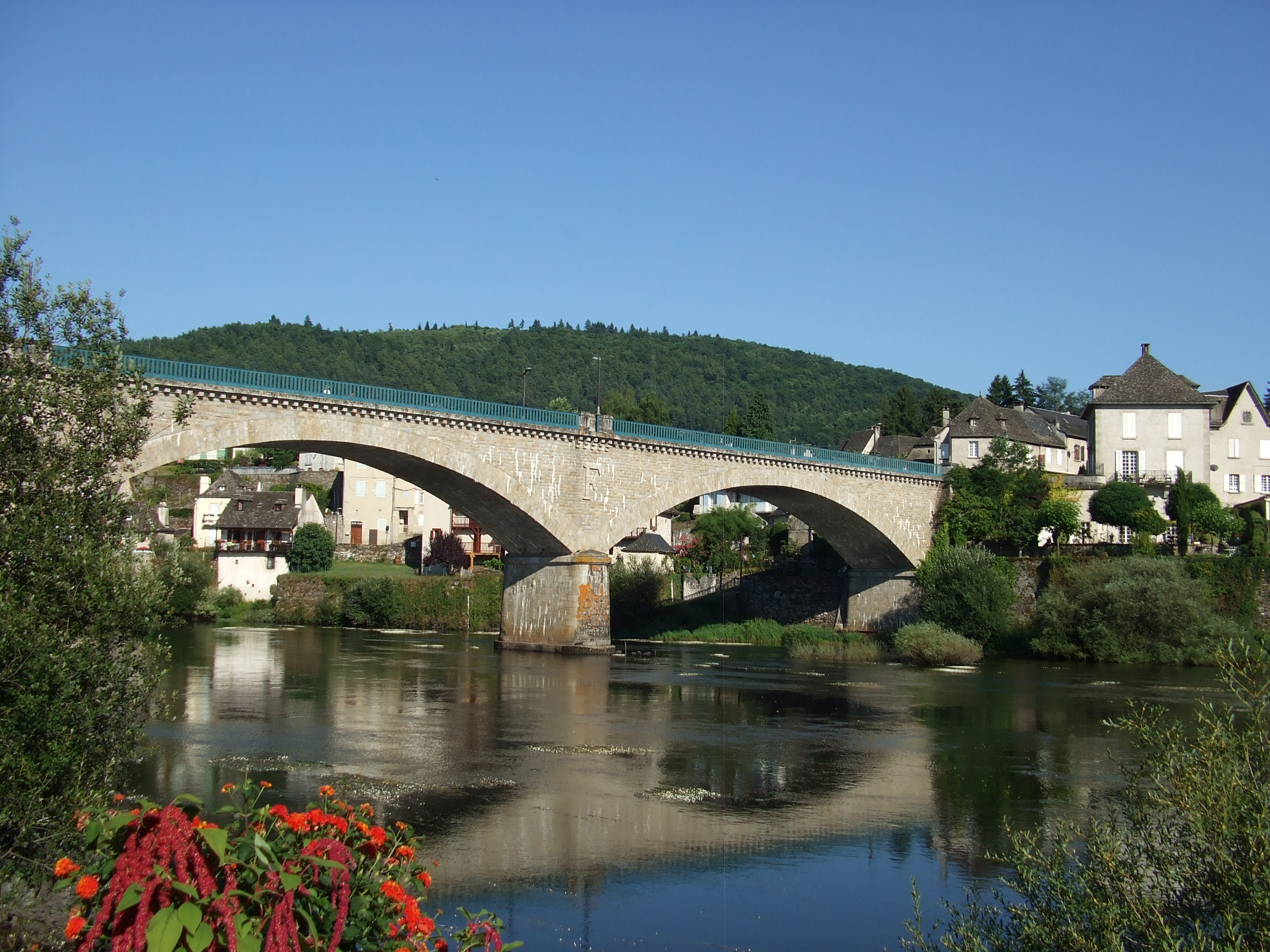
アンリ4世橋
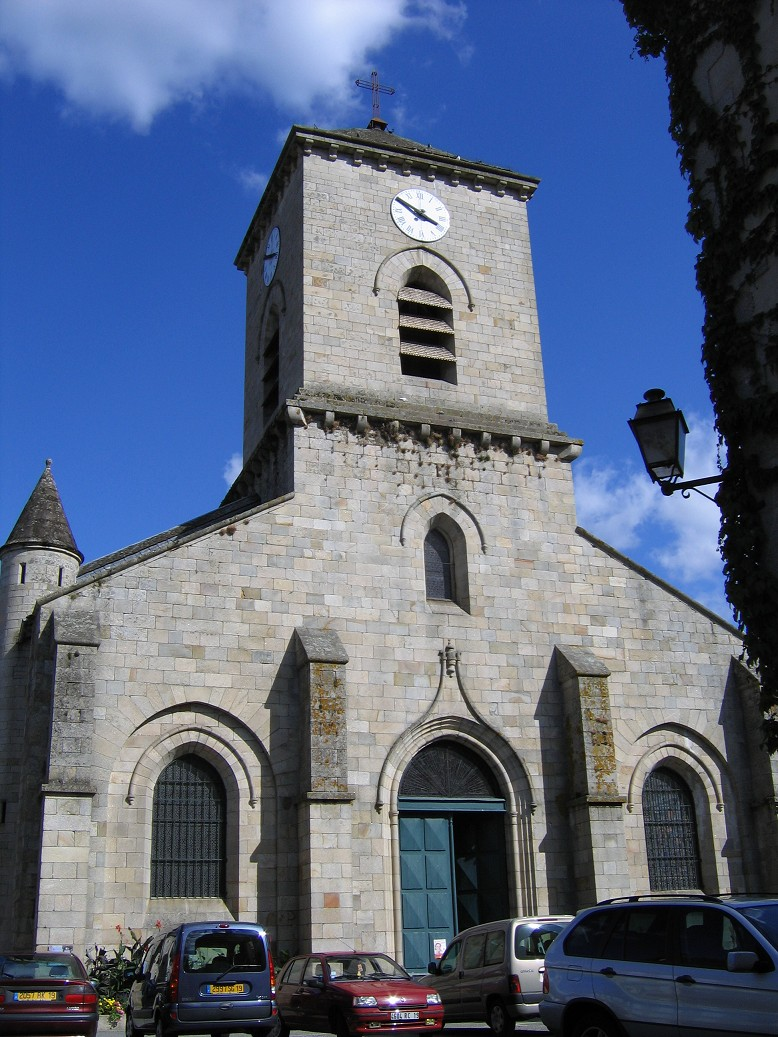
サン・ピエール教会
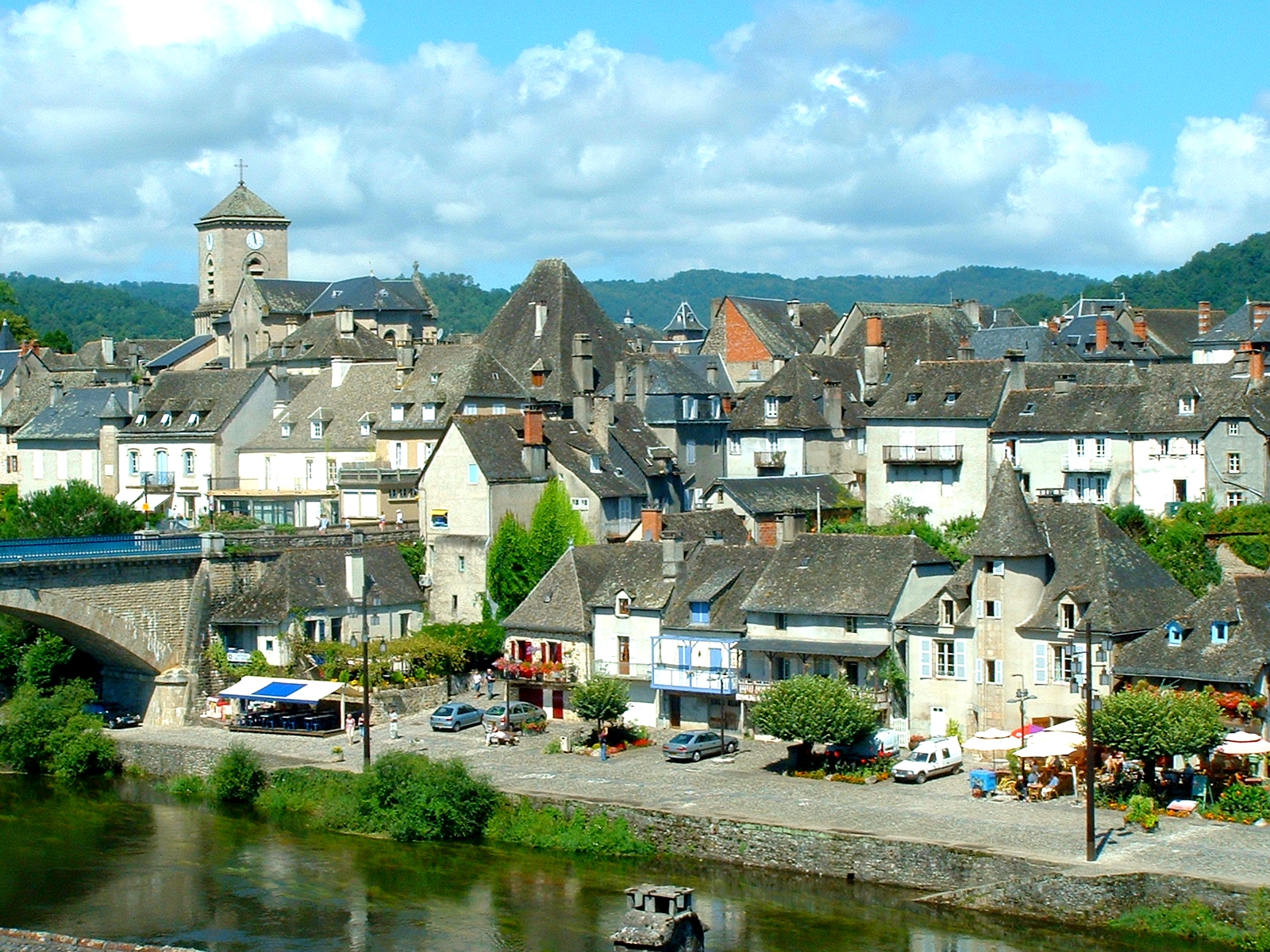
町並み
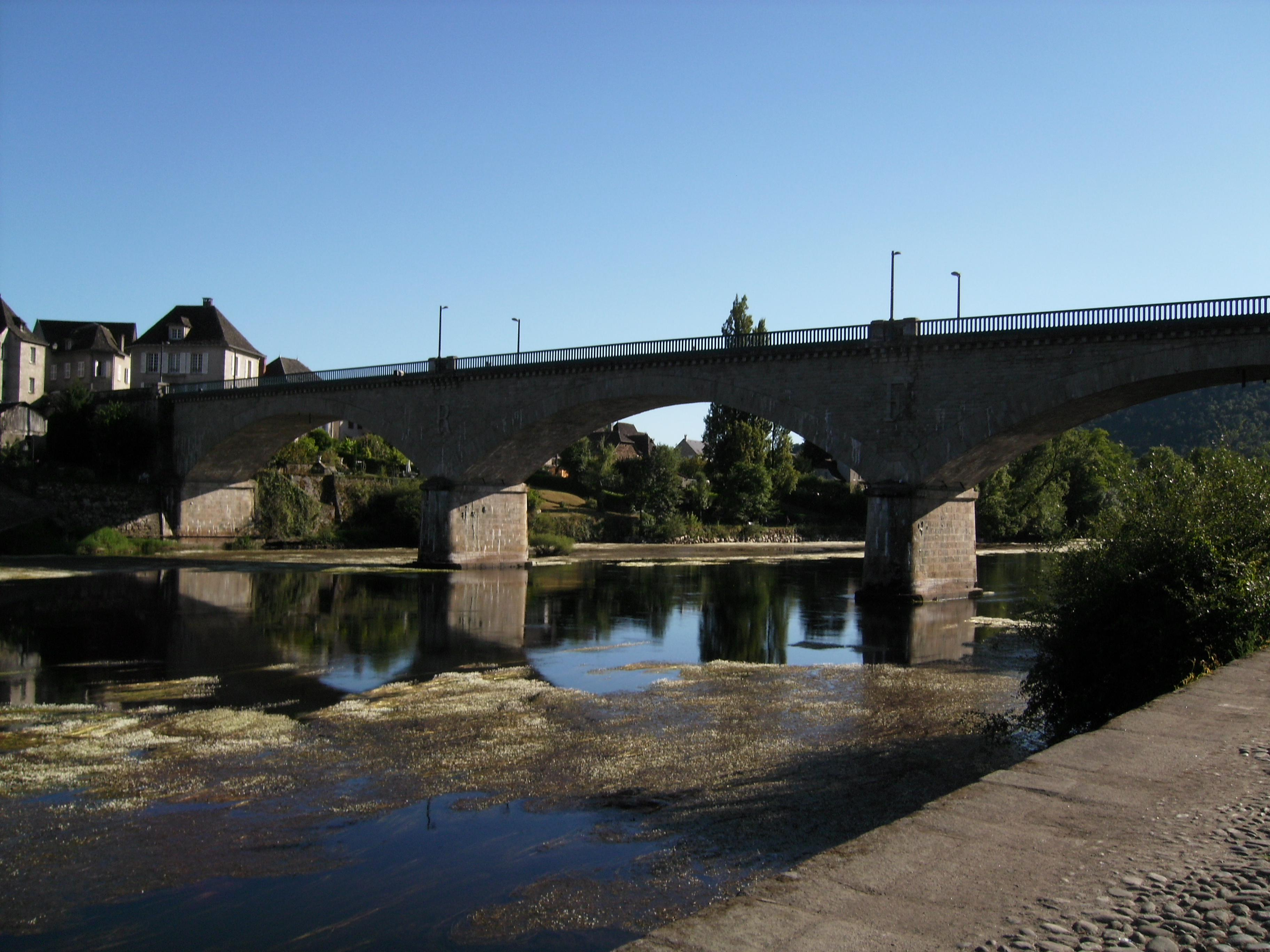
レピュブリック橋

## 人口統計
| 1962年 | 1968年 | 1975年 | 1982年 | 1990年 | 1999年 | 2006年 | 2011年 |
| ------ | ------ | ------ | ------ | ------ | ------ | ------ | ------ |
| 3196   | 3256   | 3371   | 3234   | 3189   | 3125   | 3119   | 3016   |

参照元:1999年までEHESS、2004年以降INSEE

## 郵趣
アルジャンタのレストゥルジー埠頭と美しく修繕された家々が描かれた4.4フラン切手が1994年6月18日に発行された · 。

## ゆかりの人物
- アントワーヌ・ギヨーム・デルマ（fr） - アルジャンタ生まれ。フランス革命期の軍人・将軍。

## 姉妹都市
- サカル、セネガル[7]
- バート・ケーニヒ、ドイツ[8]